# Slovácko

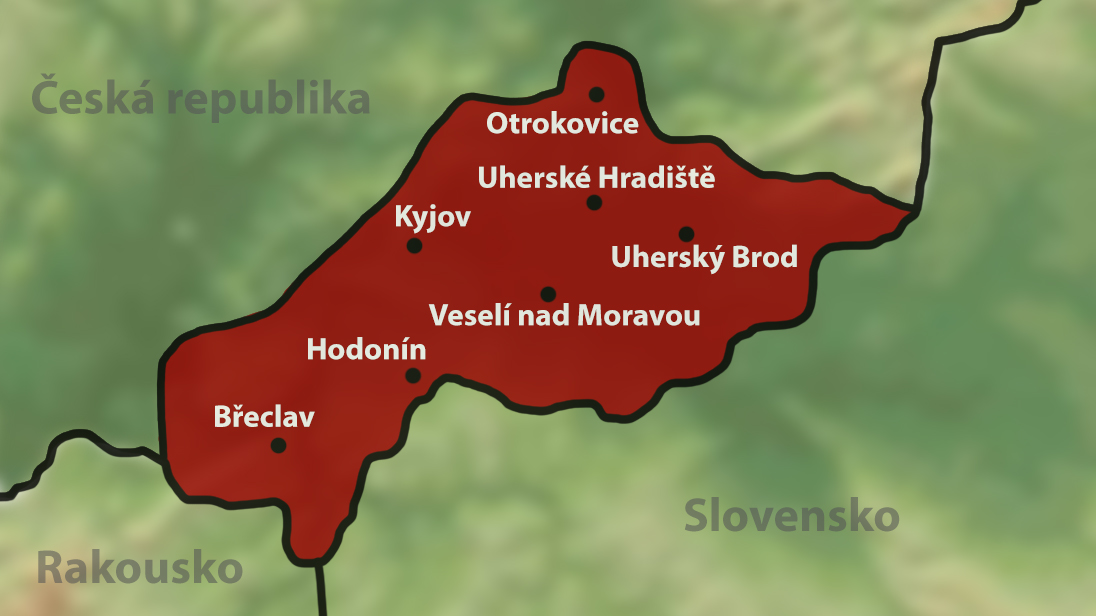

Slovácko (verouderd: moravské Slovensko) is een streek in het zuidoosten van Tsjechië, in Moravië. De streek ligt in de vallei van de rivier de Morava en vormt een overgangsgebied tussen Moravië en Slowakije. De voetbalclub 1. FC Slovácko is naar de streek vernoemd.

## Belangrijke steden
- Břeclav
- Hodonín
- Kyjov
- Otrokovice
- Uherské Hradiště
- Uherský Brod
- Veselí nad Moravou
- Staré Město